# منتخب ماليزيا لكرة قدم الصالات
منتخب ماليزيا لكرة قدم الصالات هو ممثل ماليزيا الرسمي في المنافسات الدولية في كرة الصالات .